# Trisopterus esmarkii
Tacaud norvégien
Espèce
Statut de conservation UICN

 LC  : Préoccupation mineure
Trisopterus esmarkii, le Tacaud norvégien, est une espèce de poissons marins de la famille des Gadidae qui rassemble de nombreuses espèces d'une grande importance économique comme la morue, le merlan, l'églefin, etc. Comme les autres représentants du genre Trisopterus, il vit dans les mers peu profondes de l'Atlantique nord-est.

## Description
Ce poisson peut mesurer jusqu'à 35 cm de longueur totale mais sa taille habituelle est d'environ 19 cm.
Le Tacaud norvégien est brunâtre ou verdâtre, avec des reflets sur les flancs. Il se distingue des autres tacauds par sa mandibule qui dépasse assez nettement sa mâchoire supérieure, son très court barbillon, ses nageoires anales nettement distinctes, un œil plus grand que la longueur du museau et une tache sous la pectorale plus petite que la pupille.

## Répartition
Ce poisson est très répandu en mer de Barentz, autour de l'Islande et le long de la côte est de l'Écosse et de l'Angleterre. On le trouve entre 50 et 300 m de profondeur, mais, plus généralement, aux profondeurs comprises entre 100 et 200 m. Il se rencontre dans les pays suivants : Allemagne, Belgique, Danemark, France, Îles Féroé, Irlande, Islande, Norvège, Svalbard et ile Jan Mayen, Pays-Bas, Pologne, Royaume-Uni, Russie et Suède. 

## Reproduction
Cette espèce se reproduit dans la mer du Nord à une profondeur supérieure à 100 m. Dans la majorité des cas, les individus se reproduisent une seule fois dans leur vie. La mortalité de cette espèce est corrélée avec la maturité sexuelle, ce qui suggère que la mort de l'individu résulterait directement ou indirectement de sa reproduction. La longévité est de 4 à 5 ans.

## Systématique
Le nom valide complet (avec auteur) de ce taxon est Trisopterus esmarkii (Nilsson, 1855).
L'espèce a été initialement classée dans le genre Gadus sous le protonyme Gadus esmarkii Nilsson, 1855.
Ce taxon porte en français le nom vernaculaire ou normalisé suivant : Tacaud norvégien.
Trisopterus esmarkii a pour synonymes :
- Boreogadus esmarki (Nilsson, 1855)
- Gadus esmarkii Nilsson, 1855
- Trisopterus esmarki (Nilsson, 1855)

### Étymologie
Son épithète spécifique, esmarkii, lui a été donnée en l'honneur de Laurent Esmark (1806-1884), conservateur du musée zoologique de l'université de Christiana qui a été le premier à remarquer que cette espèce de Gadidae représentait une espèce distincte, un « chercheur astucieux tout aussi excellent, un homme aimable et honorable, et un ami sincère » (traduction) qui a apporté de précieuses contributions à l'ichtyologie scandinave.

### Publication originale
- (sv) S. Nilsson, Skandinavisk fauna. Fjerde Delen: Fiskarna [« Faune scandinave. Quatrième partie : les Poissons »], Berlengska boktryckerret, 1855, 768 p. (lire en ligne).